# مدرسة الرها

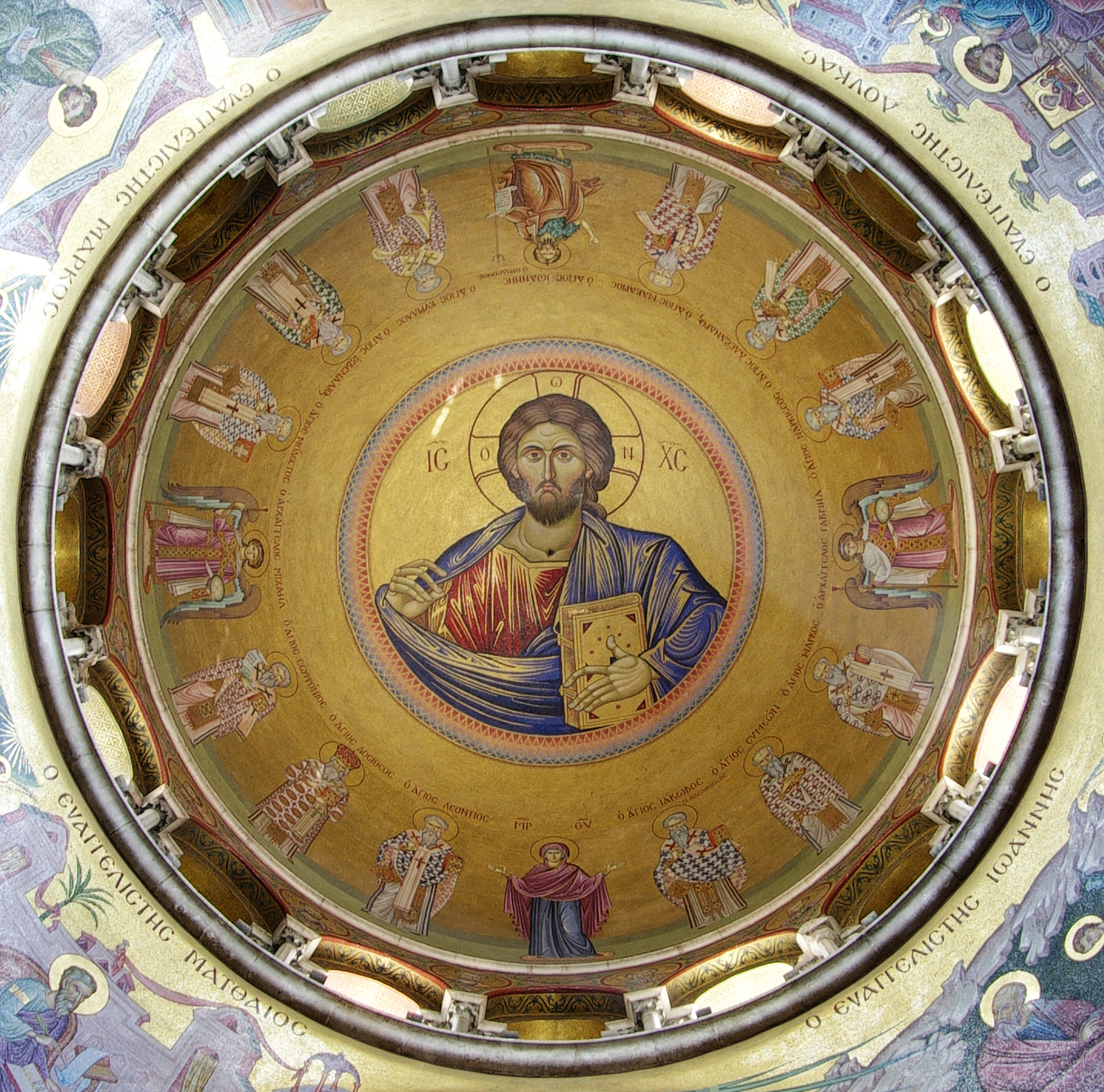

مدرسة الرها (بالسريانية: ܐܣܟܘܠܐ ܕܐܘܪܗܝ)‏، هي مدرسة لاهوتية سريانية يرجع تاريخ تأسيسها إلى القرن الثاني الميلادي من قبل سلالة الأباجرة الذين حكموا مدينة الرها (شانلورفا حاليا) فتعد بذلك أقدم مدرسة لاهوتية مسيحية. يعد أفرام السرياني من أبرز من لقنوا بها حيث كانت له صومعة بمدينة الرها غير أنه نزح منها بعد سقوطها بيد الساسانيين سنة 363 إلى مدينة نصيبين فأسس بها مدرسة نصيبين. كما كتبت بها أطروحات أفراهاط (بالسريانية: ܐܦܪܗܛ)‏ بأوائل القرن الرابع والتي تتميز بخلوها من التأثيرات اليونانية، والنسخة السريانية من إنجيل الدياسطرون.